# Karin Illgen

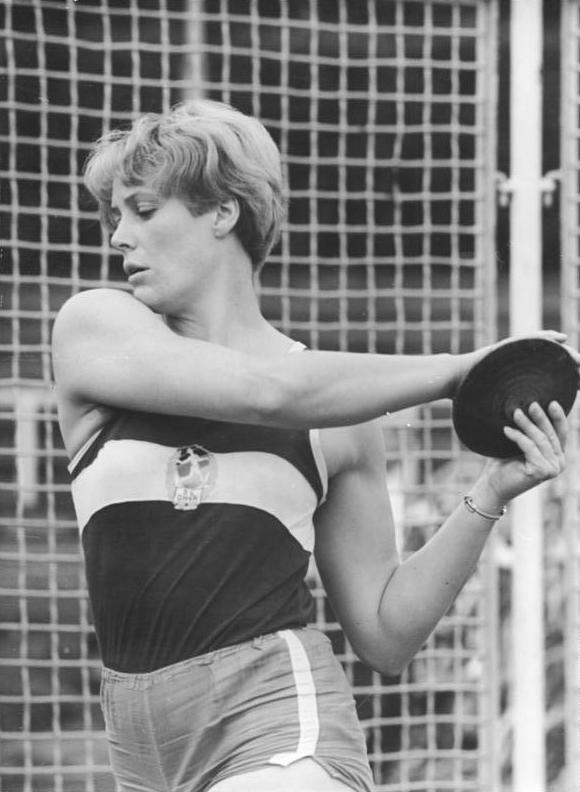
Karin Illgen im September 1967

Karin Illgen (* 7. April 1941 in Greifswald) ist eine deutsche Leichtathletin und Olympiateilnehmerin, die – für die DDR startend – bei den Europameisterschaften 1969 die Bronzemedaille im Diskuswurf gewann (48,86 – 57,54 – 58,48 – 57,10 – 58,12 – 58,66 m). Bei den Olympischen Spielen 1968 belegte sie Platz zehn (50,40 – ungültig – 52,18 m). Bei den Europameisterschaften 1971 schied sie in der Qualifikation aus. Karin Illgen gehörte dem SC DHfK Leipzig an. In ihrer Wettkampfzeit war sie 1,81 m groß und 83 kg schwer.
Karin Illgen blieb der Leichtathletik bis in die heutige Zeit verbunden und tritt für das LAZ Leipzig in der Altersklasse Seniorinnen W70 im Diskuswurf (1 kg) und im Kugelstoßen (3 kg) an.
Karin Illgen wurde 1975 als IMS „Katharina“ vom Ministerium für Staatssicherheit (MfS) angeworben und war bis 1989 für das Ministerium aktiv. Von 1977 bis 1981 arbeitete Illgen  in der Urlauberüberwachung als Repräsentantin und Chefrepräsentantin des Reisebüro der DDR in der Volksrepublik Bulgarien.